# Nordanskär
Nordanskär is een eiland in de monding van de Zweedse Kalixrivier. Het ronde eiland ligt bij Karlsborg. Het heeft geen vaste oeververbinding. Het heeft een oppervlakte van ongeveer 18 hectare. In feite vorm het samen met Dyrasholmen de grens tussen de monding van de rivier en de Botnische Golf.